# Scrophularia botryoides
Scrophularia botryoides är en flenörtsväxtart som beskrevs av J. Grau. Scrophularia botryoides ingår i släktet flenörter, och familjen flenörtsväxter. Inga underarter finns listade i Catalogue of Life.